# Lahachok
Lahachok (nep. लाहाचोक) – gaun wikas samiti w zachodniej części Nepalu w strefie Gandaki w dystrykcie Kaski. Według nepalskiego spisu powszechnego z 2001 roku liczył on 762 gospodarstw domowych i 3714 mieszkańców (2026 kobiet i 1688 mężczyzn).